# 6219 Демалія
6219 Демалія (6219 Demalia) — астероїд головного поясу, відкритий 8 серпня 1978 року.
Тіссеранів параметр щодо Юпітера — 3,502.